# Eddie Leonski
Edward Joseph Leonski (ur. 12 grudnia 1917 w Nowym Jorku – zm. 9 listopada 1942 w Melbourne) – amerykański seryjny morderca, który popełnił swoje zbrodnie na terenie Melbourne w Australii. Zamordował trzy kobiety. Media nadały mu pseudonim Brownout Strangler.
W lutym 1941 roku Leonski został powołany do U.S. Army i wysłany z misją do Melbourne w Australii. W maju 1942 roku zamordował w Melbourne trzy kobiety. Przed dokonaniem ostatniej zbrodni był widziany przez wiele osób w towarzystwie swojej przyszłej ofiary. Gdy go zatrzymano pod zarzutem morderstw, został rozpoznany przez kilku świadków. Opinia publiczna była zszokowana tym, że zabójstw dokonał amerykański żołnierz, stacjonujący w Melbourne.
W lipcu 1942 roku Leonski został skazany za zabójstwa na karę śmierci przez powieszenie. Wyrok został zaakceptowany przez amerykański sąd wojskowy. Nakaz egzekucji został podpisany przez generała Douglasa MacArthura. Wyrok wykonano w listopadzie 1942 roku w więzieniu Pentridge Prison. Po egzekucji zwłoki Leonskiego pochowano na cmentarzu Schofield Barracks Post Cemetery, w części przeznaczonej dla straconych skazańców. Leonski był drugim amerykańskim żołnierzem, na którym wykonano karę śmierci w Australii w czasie II wojny światowej.

## Ofiary Leonskiego
| Lp. | Ofiara            | Wiek | Data         |
| --- | ----------------- | ---- | ------------ |
| 1.  | Ivy Violet McLeod | 40   | 3 maja 1942  |
| 2.  | Pauline Thompson  | 31   | 9 maja 1942  |
| 3.  | Gladys Hosking    | 40   | 18 maja 1942 |